# Ansia di libertà
Ansia di libertà (Fury to Freedom) è un film del 1985 scritto e diretto da Erik Jacobson.

## Trama
Il film si dichiara basato sulla storia vera di Raul Ries. Mentre frequenta le superiori, Raul si dimostra un ragazzo problematico e violento, si appassiona al kung-fu e dopo l'ennesima rissa viene arrestato. Per evitare una condanna, accetta di arruolarsi nel corpo dei Marine, ma mentre combatte in Vietnam minaccia un suo superiore e viene ricoverato in un ospedale psichiatrico. Riesce a farsi congedare e a tornare a casa, ma dopo essersi sposato diventa sempre più violento con la moglie Sharon e la tradisce abitualmente. Un giorno, vedendo che Sharon è andata via di casa, prende il fucile con l'intenzione di ucciderla, ma in quel momento sente alla televisione un predicatore cristiano e le sue parole lo colpiscono. Da allora Raul decide di cambiare vita, si riappacifica con la moglie, tiene conferenze nelle scuole per aiutare i ragazzi problematici e gestisce una palestra di kung-fu dove viene insegnato anche il messaggio cristiano.